# Aberrometria
L'aberrometria è un esame diagnostico che consente di verificare eventuali alterazioni delle strutture oculari, in particolare dei mezzi diottrici (cornea, cristallino, umor acqueo, corpo vitreo). L'aberrometria fornisce una mappa che permette di individuare eventuali aberrazioni oculari, vale a dire alterazioni delle strutture dell'occhio che determinano deviazioni e distorsioni dei raggi luminosi.

## Concetto di aberrazione oculare
L'aberrazione oculare riflette una imperfezioni nel percorso ottico dei fotoni (particelle o "pacchetti" di energia luminosa) che giungendo dall'esterno si portano verso l'occhio. Questa imperfezione provoca una distorsione e una alterazione della messa a fuoco delle immagini sulla retina: il paziente percepisce e giunge al medico lamentandosi di una cattiva qualità della visione.
Le aberrazioni sono correlate ad ogni deformazione, anormalità od alterazione della trasparenza della superficie anteriore o posteriore di strutture quali la cornea, il cristallino, l'umor acqueo, il corpo vitreo o la retina stessa. 
Gli stessi difetti refrattivi (ipermetropia, astigmatismo e miopia) possono essere causa di aberrazioni oculari.

## Strumentazione
Le aberrazioni ottiche vengono studiate con l'utilizzo di un dispositivo denominato "aberrometro".
Molto spesso un aberrometro consiste semplicemente in un topografo corneale collegato ad un computer con un software dedicato.  In alternativa possono essere utilizzati aberrometri progettati in modo da  valutare le aberrazioni oculari totali e non semplicemente quelle corneali. Questi ultimi strumenti sono decisamente più complessi e costosi ma in grado di fornire al medico ulteriori ed utili informazioni. Distinguiamo:
- Aberrometri tipo “Tscherning”: utilizzano una griglia di spot laser che vengono inviati verso l'occhio e riflessi dalla retina.
- Aberrometri tipo “Tracey”: utilizzano di diversi spot laser proiettati sulla retina con differenti angoli di incidenza.
- Aberrometri tipo “Hartmann–Shack”: basati sull'impiego di un'unica sorgente laser estremamente sottile.

## Principio di funzionamento
Il principio su cui si basa l'aberrometro è semplice: una sottile sorgente luminosa laser viene proiettata attraverso i diottri oculari e viene messa a fuoco su un punto della retina. L'onda riflessa da questo punto retinico torna ad attraversare in senso retrogrado le diverse strutture diottriche e viene quindi studiata da uno specifico sensore posto di fronte agli occhi.
Questa onda riflessa emerge variamente distorta e deformata a seconda delle aberrazioni ottiche presenti nell'occhio del paziente. Il medico studia il grado di dispersione (ottica) di quest'onda al fine di formulare una diagnosi. Sfortunatamente l'aberrometro non permette di definire la struttura anatomica oculare d'origine delle eventuali distorsioni senza il supporto di altri strumenti, ad esempio il topografo e la tomografia a coerenza ottica.

## Fonti di aberrazioni negli occhi
La cornea e il cristallino sono i componenti principali di rifrazione negli occhi. Le aberrazioni di questi componenti contribuiscono in misura marcata alla qualità complessiva dell'immagine.

## Aberrazioni ottiche nel cheratocono
La progressiva distorsione corneale associata al cheratocono porta ad anomalie della topografia della cornea e riduce la prestazione visiva. Nelle fasi iniziali e moderate della malattia, la maggior parte delle alterazioni si verificano sulla superficie anteriore della cornea. Nelle fasi più tardive ulteriori alterazioni si verificano a carico della cornea posteriore.